# Manufacture de Pont-aux-Choux
La Manufacture de Pont-aux-Choux est une manufacture française de faïence fine et de porcelaine, créée en 1743 rue de Charenton à Paris, transférée en 1749 sur la contrescarpe en face de la rue du Pont-aux-Choux, fermée en 1788.

## Historique
Edmé Serrurier, monte à Paris en 1730, s'installe à son compte comme Manufacturier de fayence rue de Charenton, dans le quartier du faubourg Saint-Antoine, commence avec du demi-brun, réalisant des pièces à la manière de Paul Caussy de Rouen. L'année suivante, au mois d'avril, il épouse sa compagne Charlotte Le Boullenger de Glagny, parente de Madame de Villeray. Il a pris en location les ateliers de sa fabrique, situés au no 9 rue de Charenton.
En mars 1742, Claude Humbert Gérin n'est plus payé par la Manufacture de Vincennes. Il lui est reproché, ainsi qu'aux frères Dubois, de garder le secret de fabrication de la pâte blanche. Il est de fait renvoyé. Il propose à Edmé Serrurier d'héberger la fabrication de sa belle terre Blanche, dite aussi terre d'Angleterre, dans ses ateliers. Ce dernier accepte et le prend comme associé, ainsi que les frères Gilles et Robert Dubois qui les rejoignent en septembre 1743. Adrien Pierre Mignon, marchand de bois, vient se joindre au quatuor en décembre. Ils ont privilège pour dix ans et sur six lieues autour de Paris l'autorisation de vendre dans tout le royaume. Ainsi est née ce qui va devenir la Manufacture de Pont-aux-Choux. Serrurier recrute des ouvriers à Rouen, dont Nicolas Julien Bellejambe, ouvrier tourneur et modeleur de premier plan.
Claude Humbert Gérin utilise dès 1743 une terre blanche poreuse, chamottée, recouverte d'une glaçure cuite dans une seconde cuisson, semblable à celle utilisée pour faire les pipes. Cette céramique reçue plusieurs noms dont au XIXe l'appellation de faïence fine. Cette pâte est poreuse et opaque, contrairement à la porcelaine. C'est l'émail qui la rend imperméable. En ajoutant de la chaux à la pâte celle-ci devient plus blanche. Cette terre de pipe est malléable, permettant de ciseler des décors en reliefs d'une grande précision. Cette technique de fabrication est une découverte anglaise destinée à rivaliser avec la porcelaine en se rapprochant le plus possible de son aspect pour un coût inférieur.
Elle avait le titre de Manufacture royale des terres de France à l'imitation des terres d'Angleterre. Elle produisit de grandes pièces de services, imitant à la perfection les pièces d'argenterie. Des gisements d'argile pure se trouvant aux portes de Paris, l'industrie de faïence fine se développa rapidement en cette fin de XVIIIe siècle dans la région parisienne avec Choisy-le-Roi, (1804) ; Creil, (1796) ; Montereau, (1748).
L'entreprise fonctionne bien, en 1745 elle compte deux cent cinquante ouvriers, neuf tours et deux fours. En 1746, Serrurier et Mignon restent seuls à la tête de l'entreprise, Gérin ayant été rappelé par Vincennes, la manufacture n'arrivant plus à produire depuis son départ une pâte blanche, mais grise. À cette date, l'entreprise de la rue de Charenton fait construire un troisième four, elle possède plus de deux cents moules en plâtre et huit mille deux cent pièces en magasin. Mignon épouse cette année, la cousine de son associé, Madeleine Serrurier, de Nevers. Edmé Serrurier et son épouse Charlotte (née Le Boullenger) font du couple leur légataire universel. En 1747, on construit un troisième four, lorsque Charlotte Serrurier meurt le 24 septembre. Un procès s'ensuit avec les Villeray qui s'imaginent être les héritiers. Le privilège est porté en 1748 à vingt ans et dix lieues autour de Paris, et la manufacture prend le titre de Manufacture royale des terres de France à l'imitation de celle d'Angleterre. Elle fera plusieurs procès à des ouvriers comme Jacques Chapelle et Beaufils, entre autres, pour imitation de leur production.
En juin 1749, la manufacture achète le terrain de la Chasse Dauphine sur la contrescarpe en face de la rue du Pont-aux-Choux, à la hauteur de l'angle de la rue Amelot et de l'actuelle no 1 de la rue Saint-Sébastien (dans l'actuel 11e arrondissement), d'où elle va tirer son nom lors du transfert de 1751. Le 31 août 1749, Edmé Serrurier épouse en secondes noces sa cousine, Marie-Claude Serrurier, sœur aînée de Madeleine Serrurier, épouse d'Adrien Pierre Mignon, qui devient son beau-frère. De nombreux ouvriers font la navette entre la Manufacture de Vincennes et la Manufacture de la rue de Charenton, ce qui favorise les transferts de technologie. Jean Mathias Caillat, peintre et préparateur des couleurs à Vincennes, est soupçonné d'avoir vendu des secrets de fabrication de couleurs à Bellejambe.
Le transfert de la manufacture a lieu en 1751. La nouvelle manufacture comporte cinq fours, dont un à réverbère. Cette même année voit la naissance du premier enfant d'Edmé Serrurier, Antoine François Théodore Serrurier, suivit l'année suivante de celle de Marie-Claude Geneviève. Mais des conflits d'intérêts vont naître entre les deux couples au sujet de la donation faite par le premier couple d'Edmé. Le 31 juillet 1759 a lieu devant notaire la dissolution de la société, moyennant une somme de 100 000 £, majorée de 1 200 £ de pot de vin. Edmé Serrurier et son épouse se retire à la fin de l'année 1759 à Saint-Jean de la Motte près de la Flèche.
Le marché français va s'ouvrir de nouveau aux faïences anglaises en 1786, par le traité de Vergennes rétablissant le libre échange des biens. Deux ans plus tard, en 1788, Adrien Pierre Mignon meurt. La manufacture cesse son activité. Elle a en stock 119 000 pièces.

## Collaborateurs, peintres et sculpteurs
- Edmé Serrurier, propriétaire fondateur, actif de 1730 à 1743 et associé cofondateur de 1743 à 1759,
- Jacques Chapelle, faïencier chez Edmé Serrurier en 1739 puis, après un premier départ, revient chez Serrurier. En procès avec Adrien Pierre Mignon en 1769, auquel il s'est associé,
- Nicolas Julien Bellejambe, tourneur et mouleur, modeleur actif de 1742 à 1768,
- Claude Humbert Gérin, cofondateur, actif de 1743 à 1746,
- Gilles Dubois, cofondateur, actif de septembre 1743 à 1746,
- Robert Dubois, cofondateur, actif de septembre 1743 à 1746,
- Adrien Pierre Mignon, cofondateur, actif de 1743 à 1788,
- Beaufils.

## Œuvres dans les collections publiques
- Beaune, Hospices de Beaune : Jardinières à oignons, faïence fine blanche, moulée, monochrome, plaque supérieure amovible à collerettes, 12 × 15,7 × 15,7 cm ;
- Limoges, musée Adrien-Dubouché :
  - Bouquetière, une paire en faïence fine décor de style rocaille, formes coquilles, chantournées ;
  - Pot Pourri, faïence fine avec angelot sur le couvercle sculpture en relief, émaillée blanc, 29,8 × 21,4 cm ;
- Nevers, musée de la Faïence et des Beaux-Arts : Pot à Lait, sur pied avec une anse et un bec verseur décoré d'un mascaron, faïence fine, monochrome émaillée blanc, décor de petit feu, orné de marguerites et feuillage en relief sur la panse et le col, pied orné de godrons ;
- Paris, musée des arts décoratifs :
  - Rafraîchissoir, faïence fine blanche ;
  - Pot à Oille, faïence fine avec son présentoir, 38 × 39 cm ;
  - Jardinière, faïence fine, pièce moulée et glaçurée blanche, 16 × 34 cm ;
  - Rafraîchissoir à bouteilles en faïence fine émaillée blanc ;
  - Soupière, faïence fine, 24 × 17 cm, plateau 49 × 34 cm ;
  - Terrine ovale, avec couvercle, faïence fine blanche ;
- Sèvres, musée national de Céramique :
  - Soupière et son couvercle avec plateau, faïence fine, forme imitant l'orfèvrerie, décor rocaille, émaillée blanc, 48 cm ;
  - Pot à oille, prise en forme de rose, faïence fine, 22 cm ;
  - Chocolatière, faïence fine, émaillée blanc, couvercle surmonté de deux paires d'angelots, 37 cm ;
  - Pot à eau godronné, vers 1740, faïence fine, 43,8 cm ;
  - Plats en forme lobée, faïence fine ;
  - Grand Plat avec armoiries en relief, faïence fine ;
  - Statuette de femme assise avec bonnet et décolleté tenant un plat avec des trous, faïence fine émaillée blanc ;
  - Statuette de femme assise, avec un fichu noué autour de la tête, passant sous le cou et une écharpe nouée sur les épaules, faïence fine, monochrome émaillée blanc.

## Expositions
- du 21 octobre 2008 au 23 février 2009, Sèvres, musée national de Céramique, La Faïence fine française ; Naissance d'une industrie 1743-1843.